# Dictée de Mérimée
Pour les articles homonymes, voir Mérimée (homonymie).
La dictée de Mérimée fut écrite et dictée en 1857 par Prosper Mérimée à la demande de l’impératrice Eugénie afin de distraire la cour. Napoléon III aurait fait soixante-quinze fautes, l’impératrice soixante-deux, Alexandre Dumas fils vingt-quatre, Octave Feuillet dix-neuf et Metternich fils, ambassadeur d’Autriche, trois.
À l’annonce des résultats, Alexandre Dumas se serait tourné vers Metternich pour lui demander : « Quand allez-vous, prince, vous présenter à l’Académie pour nous apprendre l’orthographe ? »

## La dictée
Le texte procuré par le ministère de la Culture français sur son site est donné comme « le texte de “la fameuse dictée” publiée par Léo Claretie en 1900 » :
« Pour parler sans ambiguïté, ce dîner à Sainte-Adresse, près du Havre, malgré les effluves embaumés de la mer, malgré les vins de très bons crus, les cuisseaux de veau et les cuissots de chevreuil prodigués par l’amphitryon, fut un vrai guêpier.

Quelles que soient, et quelqu'exiguës qu’aient pu paraître, à côté de la somme due, les arrhes qu’étaient censés avoir données la douairière et le marguillier, il était infâme d’en vouloir pour cela à ces fusiliers jumeaux et mal bâtis, et de leur infliger une raclée, alors qu’ils ne songeaient qu’à prendre des rafraîchissements avec leurs coreligionnaires.
Quoi qu’il en soit, c’est bien à tort que la douairière, par un contresens exorbitant, s’est laissé entraîner à prendre un râteau et qu’elle s’est crue obligée de frapper l’exigeant marguillier sur son omoplate vieillie. Deux alvéoles furent brisés ; une dysenterie se déclara suivie d’une phtisie, et l’imbécillité du malheureux s’accrut.
— Par saint Martin ! quelle hémorragie ! s’écria ce bélître.

À cet événement, saisissant son goupillon, ridicule excédent de bagage, il la poursuivit dans l’église tout entière. »
— Prosper Mérimée.
Le texte de la dictée a pu faire l’objet de mises à jour pour suivre l'évolution de la langue. Le Dictionnaire historique de l’orthographe française de Nina Catach indique l’évolution des graphies selon les éditions successives du dictionnaire de l’Académie française (les formes attendues dans un texte datant du Second Empire sont en gras) :
- 1694–1718 : belistre ; 1740–1935 : belître (avec circonflexe, sans accent aigu) ; 1992 : bélître (orthographe « traditionnelle ») ou bélitre (rectifications de 1990). Toutefois, le Littré (1863) donne bélître avec l’accent aigu.
- 1694 : phtisie ; 1718–1835 : phthisie ; depuis 1878 : de nouveau phtisie.

## Orthographe rectifiée de 1990
Les termes modifiés ou confirmés par la nouvelle orthographe (1990) sont en gras :
« Pour parler sans ambigüité, ce diner à Sainte-Adresse, près du Havre, malgré les effluves embaumés de la mer, malgré les vins de très bons crus, les cuisseaux de veau et les cuisseaux de chevreuil prodigués par l’amphitryon, fut un vrai guêpier.

Quelles que soient et quelque exigües qu’aient pu paraitre, à côté de la somme due, les arrhes qu’étaient censés avoir données la douairière et le marguiller, il était infâme d’en vouloir, pour cela, à ces fusiliers jumeaux et malbâtis, et de leur infliger une raclée, alors qu’ils ne songeaient qu’à prendre des rafraichissements avec leurs coreligionnaires.
Quoi qu’il en soit, c’est bien à tort que la douairière, par un contresens exorbitant, s’est laissé entrainer à prendre un râteau et qu’elle s'est crue obligée de frapper l’exigeant marguiller sur son omoplate vieillie.
Deux alvéoles furent brisés ; une dysenterie se déclara suivie d’une phtisie et l’imbécilité du malheureux s’accrut.
— Par saint Martin, quelle hémorragie ! s’écria ce bélitre.

À cet évènement, saisissant son goupillon, ridicule excédent de bagage, il la poursuivit dans l’église tout entière. »
— Prosper Mérimée.

## Dictée du bicentenaire
Bernard Pivot a composé une nouvelle « dictée de Compiègne », qu'il a lue le 28 septembre 2003 (bicentenaire de la naissance de Prosper Mérimée) dans la salle des gardes du château de Compiègne, château supposé être l’endroit où avait été lue la première dictée. C'est Napoléon III qui s'exprime d’outre-tombe, dans la dictée de Pivot :
«  Moi, Napoléon III, empereur des Français, je le déclare solennellement aux ayants droit de ma postérité et aux non-voyants de ma légende : mes soixante-quinze fautes à la dictée de Mérimée, c'est du pipeau ! De la désinformation circonstancielle ! De l'esbroufe républicaine ! Une coquecigrue de hugoliens logorrhéiques !

Quels que soient et quelque bizarroïdes qu'aient pu paraître la dictée, ses tournures ambiguës, Sainte-Adresse, la douairière, les arrhes versées et le cuisseau de veau, j'étais maître du sujet comme de mes trente-sept millions d'autres. Pourvus d'antisèches par notre très cher Prosper, Eugénie et moi nous nous sommes plu à glisser çà et là quelques fautes. Trop sans doute. Plus que le cynique prince de Metternich, à qui ce fieffé coquin de Mérimée avait probablement passé copie du manuscrit.
En échange de quoi ?

D'un cuissot de chevreuil du Tyrol ? »